# Barrage de Sarayözü
Le barrage de Sarayözü est un barrage de Turquie.

## Sources
- (en) www.dsi.gov.tr/tricold/sarayozu.htm Site de l'agence gouvernementale turque des travaux hydrauliques